# Јумко
Јумко (стилизовано као Yumco), је компанија са седиштем у Врању, бави се производњом предива, конца, тканине, конфекције, и трикотаже.

## Јумко некада
ХК. ПК. Јумко АД. Врање је акционарско друштво чији историјат почиње давне 1960. године, решењем о оснивању народног одбора среза Врање.
Основна делатност новоформираног предузећа била је производња памучних предива и разних врста памучних тканина. Комбинат је тада запошљавао 1.200 радника у четири погона: Предионици, Припреми, Ткачници, и Доради. Кренула је редовна производња, и у наредној деценији постигнути су високи резултати у раду, пре свега у производњи, реализацији, али и у расту зараде запослених. С тим у вези омогућене су и прве инвестиције, као и посла за још 900 радника. У другу деценију постојања Памучни комбинат ушао је као реномирани произвођач предива и тканине. Године 1978. отварањем фабрике Конца и Конфекције почела је производња одеће и конца. Крајем двадесетог века нови концепт„Јумко“ објединио је све конфекције у Врању, Владичином Хану, Сурдулици, Преслапу. Саграђене су и фабрике у Големом Селу, Радовници, Прешеву, Косовом Пољу, Бујановцу, Босилеграду, и Косовској Митровици. Ти капацитети ангажовали су 5.000 радника, а тржишту се преко сопствене малопродајне мреже испоручује широка лепеза мушке, женске и дечије конфекције и трикотаже у огромним серијама, препознатљивим дезенима и моделима. Друштвено предузеће РКВ Јумко 1995. године трансформише се у холдинг компанију Памучни комбинат „Јумко“ Врање.
Јумко је највећи произвођач предива, конца, тканине, конфекције, и трикотаже. Компанија запошљава 13.000 радника, у 22 фабрике и десет општина југа Србије. Вредност имовине износи 500.000.000 долара, а годишња производња у вредности од 200.000.000 долара. Јумко извози у 60 земаља света, на све континенте осим Аустралије. Годишњи извоз износи 80.000.000 долара.
Јумко месечно месечно потроши 1000 тона памука, 2000 тона мазута, 500 тона нафте, а боја и хемикалија за 3,2 милиона долара
- 6.000.000 конфекцијских производа годишње
- 4.000.000 трикотажних одевних предмета годишње
- 10.000 мушких кошуља дневно
- 2.000 тона свих врста конаца годишње
- 10.000 тона предива годишње
- 25.000.000 метара квадратних тканина годишње
- 520 продавница у 150 градова Југославије
- Пет фирми и пет представништава у свету
- Седам нових фабрика и 4.500 новопримљених радника у току четири године рада
- Конвој од 150 специјалних возила за превоз готових производа

## Етапе развоја
Време од три деценије живота и рада Комбината може се поделити у три етапе, тако да свакој припада по једној десетлеће.

### Прва етапа развоја
(1965—1975): Ово је период примарне производње. Одликују га високи резултати свих категорија:производње, реализације и раста зарада запослених. Производња предива и тканине из године у годину је бележила нове рекорде, што се омогућило да се до краја 1970. године, отплате инострани кредита. Квалитет ПКВ–ове продукције био је такав да је већ 1972. године, половина годишње производње продата инопартнерима. Тако су, високо производни резултати пружили могућност да се инвестира у нека „уска грла“ и да се запошљавају нови радници. Прва велика инвестиција у овом периоду била је такозвана нова Предионица, која је са собом повукла рад у четири смене. Предионица је имала 20 хиљада вретена, што је био изванредан резултат . Тако је јубилеј ПКВ-а обележен запошљавањем нових 900 радника, па је Комбинат имао 3. 000 запослених. Укупним резултатима, организацијом рада, а посебно квалитетним предивом и тканинама, ПКВ се прочуо и ван граница земље, тако да је тиме наговестио да се на сиромашном југу ствара индустријско чудо.

### Друга етапа развоја
(1975-1985): У другој деценији постојања РКВ је ушао као реномиран произвођач предива и тканина, пословни партнер који је зрачио сигурношћу и професионализмом. Почетак овог периода поклапа се са корацима „оуризације“ и цепања Комбината на осам фабрика унутар једне.„Чувени“ ЗУР(Закон о удруженом раду) у овом колективу није никада нашао своје право погодно тле. Таква политика је омогућила да се не само не губи битка на производном плану, већ да се резултати побољшавају из године у годину. У том периоду зараде запослених овде биле веће од многих у металном комплексу, иако је реч о колективу из нискоакумулативне текстилне гране. Зато стратези пословне политике мењају курс: уз примарну, прелази се на финалну производњу, скромно али сигурно и препознатљиво. Два кључна потеза такве политике су инвестиције у две нове фабрике - Фабрику конца и Фабрику лаке конфекције. Обе су пуштене у рад 1978. године, а значиле су већи степен финализације, односно живог рада у производу што је доносило и већи доходак.
Производњом у Фабрици лаке конфекције показано је брзо да у тој области могу постати прави мајстори и да је та примарна производња велика предност у односу на све друге конфекционаре. Тако је средином осамдесетих у Врању, започела фаза обједињавања конфекцијских капацитета и стварања новог програма у области конфекције, коме је дато име Јумко.

### Трећа етапа развоја
(1985-1995) За кратко време нови концепт Јумко објединио је све конфекције у Врању, Владичином Хану, Сурдулици, и Преслапу. Упоредо са интеграционим токовима саграђене су конфекције у Големом селу, Радовници, Прешеву и заједничка инвестиција у Косову Пољу. Последњих година том списку су додате две фабрике у Босилеграду и по једна у Бујановцу и Косовској Митровици. Ти капацитети су ангажовали 5. 000 запослених, а тржишту се годишње испоручује широка лепеза мушке, женске и дечије конфекције и трикотаже у огромним серијама, препознатљивим моделима и дезенима. Тако је име тог новог програма Јумко, касније постало име целог Комбината, чиме се и симболично изразила нова производна политика и стратегија предузећа.
Годишња производња од неколико милиона јединица захтевала је нове помаке у укупној организацији и стратегији на тржишту. Да би се обезбедио бржи обрт капитала, да би производи брже дошли до купаца и да би се са тржишта добијале потребне информације о жељама потрошача, у овој фази, креће се на стварање сопствене малопродајне мреже и развој служби који ће је пратити. За кратко време отворени су пунктови у свим већим потрошачким центрима и бивше нове Југославије. Са скромних 20-ак продавница у 1900. години отворено је њих 90 у 1993. години.

## Капацитети
ХК. ПК Јумко а. д. годишње произведе 1.9000 тона предива, 2.500.000 метара тканине, 140 тона плетенине, и 1. 300 тона конца и 3. 000 000 одевних предмета. Ова наведена производња реализује се у следећим производним јединицама:

### Примарна производња

#### Радна јединица- Припрема
- Почетак рада: 1963.
- Број запослених: 600
- Производни програм: Припрема предива за Ткачницу и Конац
- Годишњи обим: 10.000 тона
- Рад у четири смене

#### Радна јединица- Предионица
- Почетак рада: 1963.
- Број запослених: 900
- Производни програм: Предиво свих нумера
- Годишњи обим: 10.000 тона
- Рад у четири смене

#### Радна јединица- Ткачница
- Почетак рада: 1963.
- Број запослених: 750
- Производни програм: тканина 60 до 350 грама
- Годишњи обим: 25.000. 000м
- Рад у четири смене

#### Радна јединица- Конац
- Почетак рада: 1978.
- Број запослених: 400
- Производни програм: Конац за шивење, ручни рад, плетење, и предиво
- Годишњи обим: 2.000 тона

#### Радна јединица- Дорада
- Почетак рада: 1963.
- Број запослених: 350
- Производни програм: Бојење и штампање тканина и трикотаже
- Годишњи обим: Доради се 15.000.000 м тканине и 700 тона плетенине
- Рад у четири смене

}}

### Финална производња
{{Columns-list|2|

#### Конфекција у Врању
- Површина:18.000 m²
- Број запослених: 479
- Производни програм: Кошуље, панталоне, јакне, блузе

#### Трикотажа у Врању
- Површина: 6.000 m²
- Број запослених: 100
- Производни програм: Мушка, женска, и дечија трикотажа

#### Конфекција Кобос уБосилеграду
- Површина: 4.200 m²
- Број запослених: 41
- Производни програм: Јакне, панталоне, блејзери

#### Конфекција уПољаници
- Површина: 4.500 m²
- Број запослених: 90
- производни програм: јакне, панталоне

#### Конфекција у Владичином Хану
- Површина: 1.000 m²
- Број запослених: 87
- Производни програм:сукње, хаљине, женске блузе

#### Конфекција уРадовници
- Површина: 2.500 m²
- Број запослених: 55
- Производни програм: пилот радно одело

## Производни програм

### Наменски програм
Наменски програм подразумева производњу готовог производа и продају широког асортимана униформи и радних одела, за све услове рада, све професије, према постојећем асортиману, или специфичним захтевима купаца. Израда наменских одела захтева и примену савремене технологије у изради тканина од природних и вештачких влакана и мешавине природних и вештачких влакана. Јумко је у 2011. години урадио и нове савремене униформе за Војску Србије М-10, у дигиталној шари, коју већ користе светске армије. Српску шару радили су стручњаци војно-техничког института у сарадњи са стручним тимом из Јумка. Поред нове војне униформе рађен је комплетан програм санитетске одеће, постељине, куварско-пекарске опреме, и радно-механичарске одеће. Јумко у свом асортиману нуди веома квалитетне униформе и радну одећу за запослене у пошти, нафтној индустрији, шумарству, водопривреди, управи царине, здравству и осталим установама.

### Модни програм
После извесне временске стагнације, Јумко од 2009. године, креће са оживљавањем модног програма и поновним ширењем малопродајне мреже. Као једини произвођач у Србији, који своји производњу одевних предмета базира на тканинама и плетенинама из сопствене производње, труди се да доскочи савременим трендовима и врате имиџ који су некад имали, и докажу да квалитет домаће робе треба поштовати. Јумко у свом асортиману може понудити: мушке и женске јакне, панталоне, блузе, мантиле, кошуље у конфекцији, тренерке, дуксеве, мајице, хаљине у трикотажи.

### Производња тканине и плетенина
Од сопственог предива ХК. ПК. Јумко а.д годишње произведе 2.520.000 м тканине у ширини од 150 cm и тежине од 80-350 г/м2 и 144 тона плетенине тежине од 80-300 г/м2. у зависности од сопствених потребе или од потреба купаца тканина се тка у различитим сировинским саставима, 100 одсто памук или у мешавини са вештачким влакнима(полиестер, полиамид, вискоза). Поред стандардног начина дорађивања тканине и плетенина Јумко ради и специфичне дораде. Према захтеву купаца примењују се апретуре на тканинама за производњу наменских униформи и радних одела. Применом савремених технологија у дорађивању тканина постиже се водоодбојност, уљеодбојност, ватроодбојност, антистатичност и стабилизација тканина апретурама против гужвања и сакупљања.

### Предиво и конац
ХК. ПК Јумко а.д у свом матичном предузећу годишње произведе 1.900 тона предива од Нм 10-80, различитих сировинских састава: 100 одсто памук или мешавина са вештачким влакнима(полиестер, вискоза) у различитим областима. Предиво се ради у чешљаном, кадрираном и ОЕ поступку. У даљем поступку предиво се користи за производњу тканина, трико-плетенина, и конца за шивење и ручни рад. Годишња производња конца је 1.320 тона, и такође се ради у свим нумерама и у различитим сировинским саставима: 100 одсто памук(газирани, мерцеризирани), памук-полиестер и 100 одсто синтетика. Конац за ручни рад производи се у свим нумерама. Користи се за хеклање, плетење, везење и то у широкој палети боја.

## Јумко сада
ХК. АД Јумко налази се у процесу реафирмације и позиционирања као водећа компанија текстилне индустрије Србије. Овај текстилни гигант који има заокружен технолошки процес производње, почев од текстилних сировина до готових одевних предмета запошљава 1. 877 радника. Компанија има велики потенцијални ефекат на целу текстилну индустрију Србије, али и југоисточне Европе, посебно по ступању на снагу ЦЕФТА споразума, као велики снабдевач других произвођача предивом, тканином, и концем. Произвођачка марка компаније Јумко, осим дуге традиције препознатљива је и по квалитету и по конкурентским ценама. Од потписивања споразума о текстилу између Србије и ЕУ, који је ступио на снагу током 2005. године значајно је порастао и интерес страних компанија за сарадњу у области текстилне индустрије и извоз текстилних производа.
Предности Јумка у односу на конкуренцију су следеће:
- Заокружен технолошки процес производње, и могућност да купац на једном месту добије комплетан производ
- Краћи рокови израде у односу на конкуренте
- Носећи производи су специјална и наменска одећа високих техничко-технолошких захтева од стране купаца
- Велике могућности пласмана робе високог квалитета који настаје као резултат сопственог развоја и праћења нових светских достигнућа

Годишње произведе и испоручи тржишту 3.000.000 метара тканине разних тежина и састава, 1.210.000 килограма конца разних нумера и састава, 1.000.000 комада конфекцијских одевних предмета, 300.000 трикотажних одевних предмета као и 20.000.000 литара минералне воде и сокова.
Као лидер у производњи наменског програма Јумко ради и униформе за пољску, финску, немачку и аустријску војску као и униформе за МУП Србије, али и радна одела за раднике других институција, јавних и привредних предузећа и здравствених центара.
У пословну 2015. годину Јумко улази као финансијски стабилна компанија са континуираном производњом и уговореним пословима у вредности преко 10.000.000 еура. Истовремено, ради се на развоју малопродајне мреже отварањем већих малопродајних објеката попут ОУТЛЕТА у Врању и продавнице у Бору. Уз велику помоћ Владе Србије, посебна пажња се поклања повећању продуктивности и бољем стандарду радника, а све у циљу проналажења доброг стратешког партнера.